# Carlos Rodríguez Diéguez
Carlos Rodríguez Diéguez (Orense, Galicia, 28 de septiembre de 1970) es un exjugador de baloncesto español, que ocupaba la posición de alero.

## Trayectoria deportiva
- Cantera Colegio Salesianos de Ourense.
- Club Ourense Baloncesto. Categorías inferiores.
- 1989-1993 CB Ourense.
- 1993-1994 Peñarredonda La Coruña
- 1994-1998 CB Ourense
- 1998-1999 CB Los Barrios
- 1999-2001 Cáceres CB
- 2001-2002 Cantabria Lobos